# Kíria Malheiros
Kíria de Araújo Malheiros, coneguda simplement com a Kíria Malheiros (portuguès: Kíria de Araújo Malheiros)  (Teresópolis, 29 de juliol de 2004), és una actriu i cantant brasilera.

## Filmografia
- De Pernas pro Ar 2 (2012)
- Salve Jorge (2012–2013)
- Flores Raras (2013)
- Gaby Estrella (2013–2015)
- Império (2014–2015)
- Verdades Secretas (2015)
- Malhação: Seu Lugar no Mundo (2015–2016)
- Super Chefinhos (2016)
- Os Dias Eram Assim (2017)
- Cinderela Pop (2019)
- Gênesis (2021)
- Confissões de uma Garota Excluída (2021)
- Fazendo meu Filme (2022)
- Reis (2022)
- Todas as Garotas em Mim (2022)